# Giovanni Pico della Mirandola
Giovanni Pico della Mirandola, född 24 februari 1463 i Mirandola nära Modena, död 17 november 1494 i Florens, var en italiensk humanist och filosof. 
Han tillbringade största delen av sin tid vid italienska och franska universitet. Han blev känd för sin omfattande lärdom och sina kabbalistiska studier samt ådrog sig under någon tids vistelse i Rom beskyllning för kätteri genom att utge Conclusiones philosophicæ, cabalisticæ et theologicæ (1486), en samling av 900 teser, över vilka han dock icke fick någon disputation till stånd. Hans världsåskådning kännetecknas av mystik i nyplatonsk riktning, och han var påverkad av bland andra Platon och Nicolaus Cusanus.
Giovanni Pico della Mirandola ansåg att filosofin var en grundlig och systematisk stilkonst i kontrast mot humanismens skönhetsideal. 1488 publicerade han sin skrift Tal om människans värdighet (utgiven på svenska 1974) som har kallats renässansens manifest. Den handlar om när Gud skapar Adam varifrån Pico diskuterar människans villkor. Picos filosofi bygger på att människan är olik andra varelser så till vida att hon är gränslös och fri både till sitt medvetande, sin makt över andra och geografiskt, och att hon styrs av och har rätt till att tillfredsställa sina begär. Människosynen Pico företräder brukar kallas antropocentrisk.  
Picos samlade verk utgavs 1496 och flera gånger senare. Hans brorson, Giovanni Francesco Pico (född 1469, mördad 1533), skrev en biografi över honom och en över Savonarola.

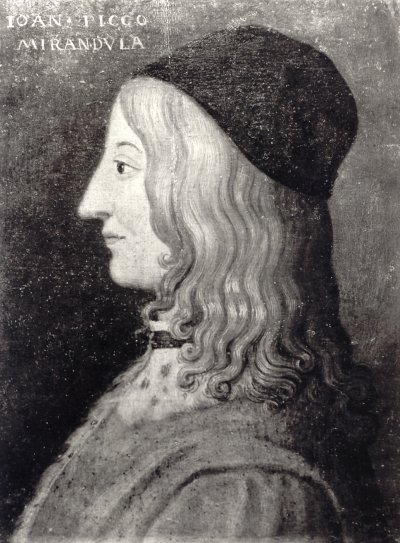
Giovanni Pico della Mirandola